# Rocchetta Ligure
Rocchetta Ligure é uma comuna italiana da região do Piemonte, província de Alexandria, com cerca de 220 habitantes. Estende-se por uma área de 10,09 km², tendo uma densidade populacional de 22 hab/km². Faz fronteira com Albera Ligure, Cabella Ligure, Cantalupo Ligure, Mongiardino Ligure, Roccaforte Ligure.
A Palazzo Spinola em Rocchetta Ligure, construída em 1650, foi renovada em 1999 com financiamento da União Europeia para ser utilizada como o Centro Living Europa, teatro de The Living Theatre, que o utilizou até 2003. Judith Malina e outros membros entrevistaram residentes locais que lutaram como partisanos contra a ocupação nazista da Itália (1943-1945), e O Living Theatre transformou as histórias orais na primeira peça que apresentou lá, intitulada Resistenza,  ('resistência' em italiano, apresentado também em Nova Iorque com o título inglês Resistance).

## Demografia
| Variação demográfica do município entre 1861 e 2011                               |
|                                                                                   |
| Fonte: Istituto Nazionale di Statistica (ISTAT) - Elaboração gráfica da Wikipedia |